# Biserica reformată din Aita Seacă
Biserica reformată din Aita Seacă (maghiară: Szárazajta református templom) este un lăcaș de cult reformat din satul Aita Seacă, comuna Bățani, județul Covasna. Biserica este inclusă pe lista monumentelor istorice din județ, cu cod LMI CV-II-m-B-13119.

## Istoric
Construcția bisericii a avut loc între anii 1783 și 1790. După cutremurul din 1802, edificiul a fost reconsolidat, iar în 1804 a fost ridicat turnul-clopotniță actual.

## Descriere
Clădirea păstrează tipologia bisericilor reformate din zona Baraoltului: fațade austere, interior simplu și un turn masiv amplasat pe vest. Amplasarea este în centrul satului.